# Юшкоярви
Ю́шкоярви (карел. Jyškyjärvi) — озеро в Калевальском районе Республики Карелия.

## Общие сведения
Площадь озера — 7,2 км², площадь бассейна — 20000 км². Располагается на высоте 89,9 метров над уровнем моря.
Относится к системе озёр Куйто. На берегу озера располагается деревня Юшкозеро.
Озеро имеет размеры около 3 на 5 км. Считается мелким, хотя имеются глубокие впадины. Большая часть береговой линии песчаная.
Код водного объекта в государственном водном реестре — 02020000911102000005063.

## Название
Происхождение названия имеет несколько версий. Одна из версий заключается в том, что озеро по форме похоже на юшку (вьюшку) Jyšky — заслонку в печи, а järvi — в переводе с карельского языка означает озеро.

## Животный мир
В водах озера водится плотва, ряпушка, окунь, сиг, щука, елец, язь, налим, лещ. Иногда встречается хариус, который попадает через пороги впадающих ручьёв.

## Особенности
На озере сохранились в большом количестве так называемые ящики, изготовленные из брёвен и больших камней сооружения, необходимые в своё время сплавщикам леса, которые перегоняли бревна в озеро Верхнее Куйто. В настоящее время с ящиков активно ведётся ловля рыбы.
Озеро входит в туристические водные маршруты.

## Фотогалерея

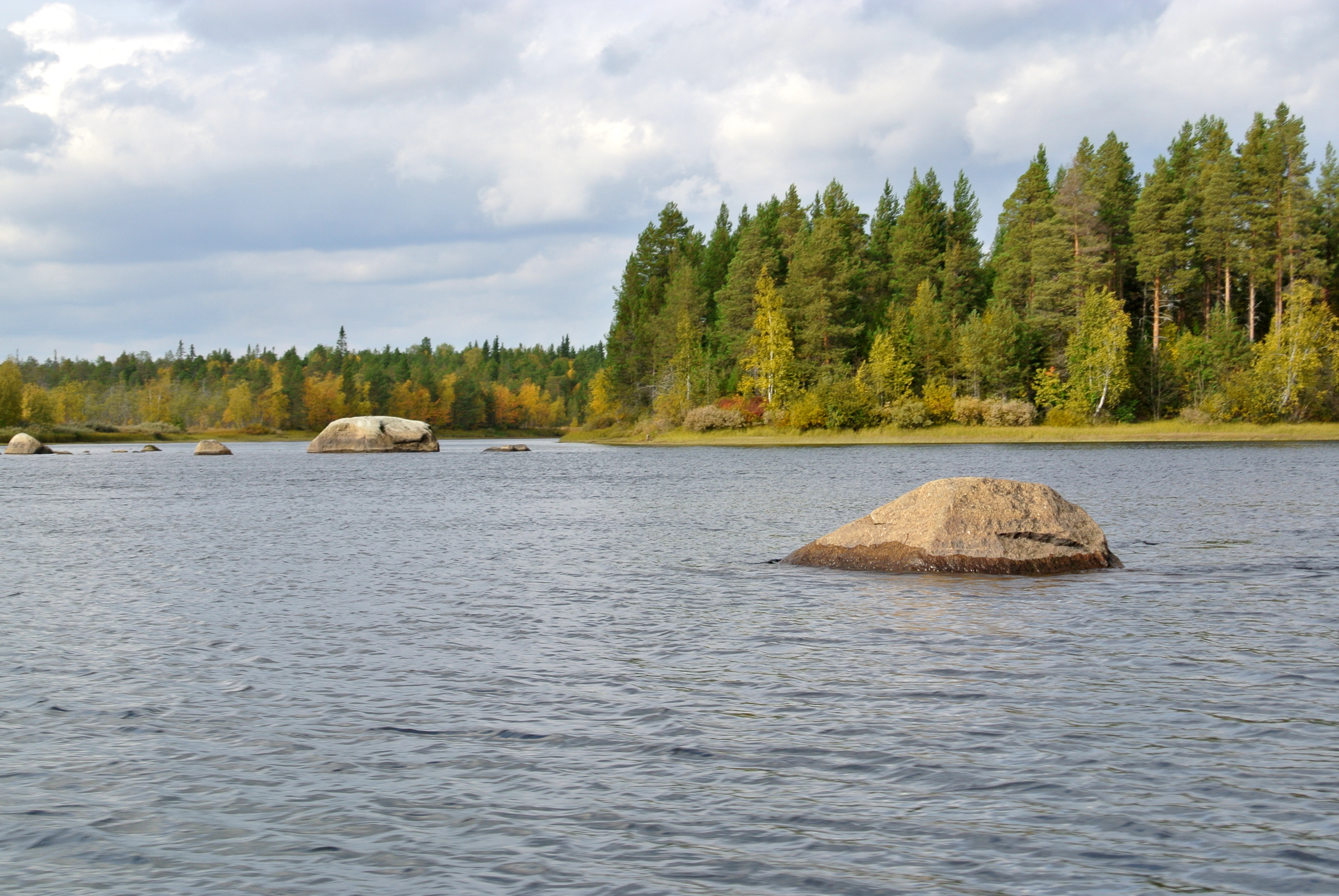
Озеро Юшкозеро
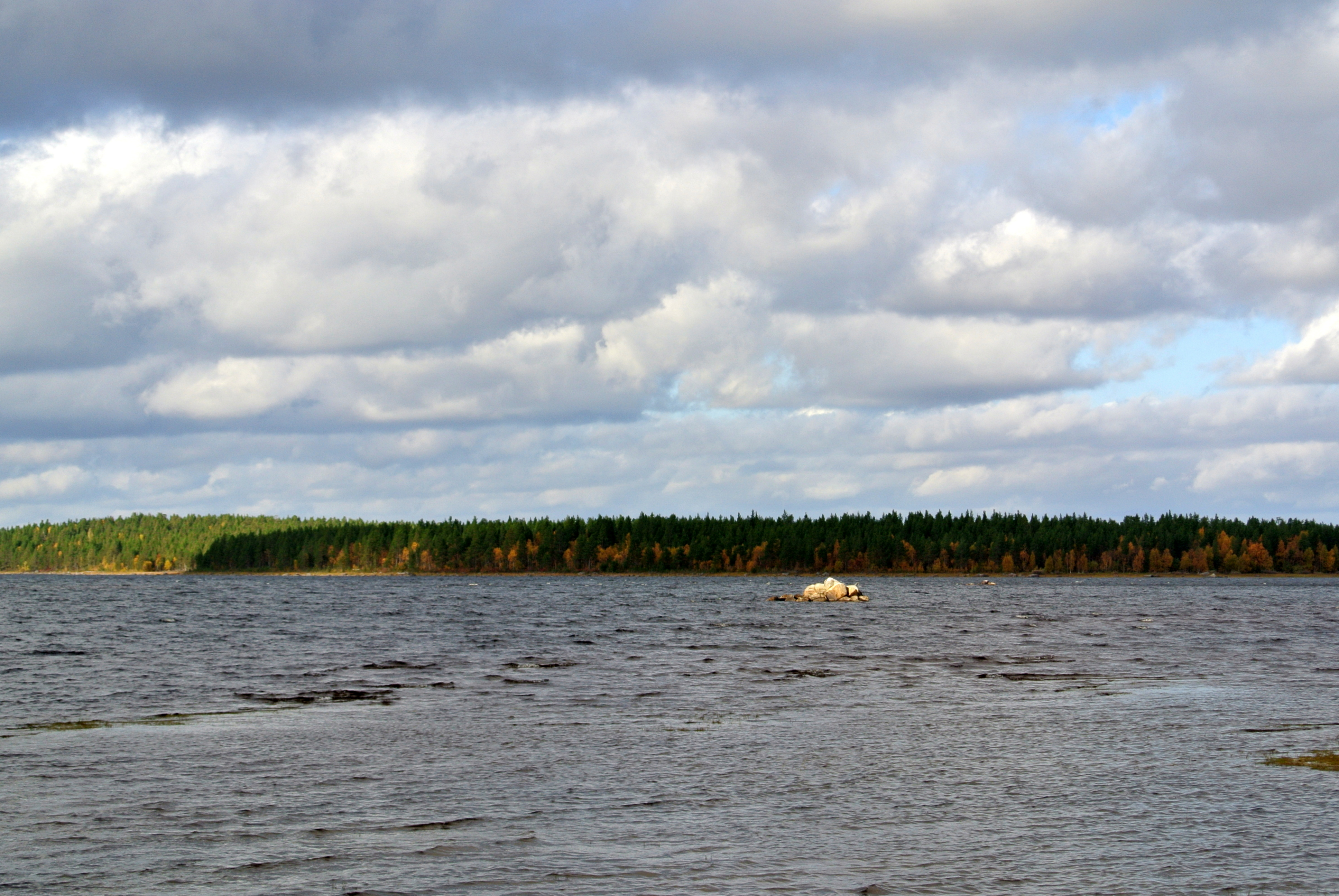
Ящик из камней